# Euryphantia tristis
Euryphantia tristis är en insektsart som först beskrevs av George Willis Kirkaldy 1907.  Euryphantia tristis ingår i släktet Euryphantia och familjen Flatidae. Inga underarter finns listade i Catalogue of Life.